# Funkerman
Funkerman, eigenlijke naam: Ardie van Beek (1975, Breda) is een Nederlandse house-dj en producer. Hij is samen met Fedde Le Grand en producer Raf Jansen een van de oprichters van Flamingo Recordings.
Hij haalde diverse keren de hitlijsten met zijn nummers. In 2005 stonden zijn singles Rule the Night en The One bovenaan de club charts. In 2007 haalde hij de reguliere hitlijsten met Wheels In Motion, het nummer was een samenwerking met Fedde Le Grand onder het alias F to the F. Dat jaar haalde hij de internationale hitlijsten met Speed Up, dat werd gezongen door Ivan Peroti. In 2008 werd een van zijn mixen, Girls van de Sugababes, gebruikt in een commercial van Boots UK. Dat jaar verscheen ook 3 Minutes To Explain.
In 2011 tekent hij een exclusieve publishing overeenkomst met Sony/ATV Music Publishing en startte hij samen met Raf Jansen het independent platenlabel Can You Feel It Records. Zijn samenwerking met DJ Hardwell en Ivan Peroti (Where Is Here Now) siert begin 2015 op het debuut artiestenalbum van Hardwell - United We Are.

## Discografie

### Albums
- 2010: House For All

### Singles
- 2002: Dragonson Vs. Funkerman - Freakshow by Art
- 2002: DJ Renegade & Funkerman - Cadillacs And Baseball Bats
- 2002: Fusic - Hitz Of The Glitz E.P.
- 2003: DJ Renegade & Funkerman - Cuban Cigars & Bassguitars
- 2003: Ard & Funkerman - Delicious
- 2003: Funkerman - The Supernatural EP
- 2003: Funkertracks - We Live For This
- 2005: Funkerman & RAF - Rule The Night / Bryston Love
- 2005: Funkerman - The One
- 2006: Funkerman Ft. Jw - Fallin' In Love
- 2006: Funkerman - Speed Up; UK #85 (charted 2008)
- 2007: Funkerman & Fedde Le Grand Present "F To The F" - Wheels In Motion
- 2007: FLG & Funkerman ft. Dorothy & Andy Sherman - 3 Minutes To Explain
- 2008: Baggi Begovic & Funkerman - Good God
- 2008: Funkerman Ft. Jw - One For Me
- 2008: Fman - Batsen
- 2009: Funkerman Ft. I-Fan - Remember
- 2009: FLG & F-man - The Joker
- 2009: Funkerman Ft. Mitch Crown - Slide
- 2009: Funkerman Ft. Shermanology - Automatic
- 2010: Funkerman feat. Ida Corr - Unconditional Love
- 2010: Funkerman Ft. Fedde Le Grand & Danny P Jazz - New Life
- 2010: Funkerman - Brooklyn Bounce EP
- 2010: Funkerman ft LEFT - Speed Up Once More
- 2011: Funkerman - Paperbag Revolution / Everyday
- 2011: Funkerman - La Sirena EP
- 2011: Funkerman - Crash Test
- 2011: Funkerman - Pressure Cooker
- 2011: Funkerman - Musique Non Stop
- 2012: Funkerman - Blow
- 2012: Funkerman - The Light
- 2013: Funkerman & Dennis van de Geest - Bring The Noise
- 2013: Funkerman - Paradise / Dashboardlight
- 2013: Funkerman - Push "Em Up
- 2013: Funkerman - Pondifonk
- 2013: Marco Lys ft. F-man - Ya Mamma
- 2013: Funkerman - Wine & Roll
- 2014: Funkerman ft. Jay Colin - Tune!
- 2014: Funkerman - Coming Home
- 2015: Hardwell & Funkerman ft. I-Fan - Where Is Here Now
- 2015: Funkerman ft. J.W. - The Masterplan
- 2015: Funkerman ft. J.W. - Foolish Game
- 2016: Funkerman ft. Enlery - We've Got The Love

### Remixes
- 2003: Kruel Kutz - Blame It On The Funk
- 2003: DJ Jani - Beyond Reach (Fusic RMX)
- 2005: Red Drop - Music 4 Me
- 2006: Conrado Martinez & Frank Rempe - Capicu
- 2006: Camille Jones - The Creeps
- 2007: Jesse Garcia - Off The Hook
- 2007: Ricky L Feat.M:ck - Born Again
- 2007: Ida Corr - Let Me Think About It
- 2007: Yoav - Club Thing
- 2007: Eddie Thoneick Pres. Female Deejays - If Only
- 2007: Ron Carroll - The Nike Song
- 2008: Todd Terry All Stars - Get Down
- 2008: Onionz ft. S.N.O.W. - Nothin but love
- 2008: Kaskade - Angel on my Shoulder
- 2008: Jaimy & Kenny D. - Keep On Touchin' Me
- 2008: Sugababes - Girls
- 2009: Re-United - Sun is Shining
- 2009: Chocolate Puma Ft. Shermanology - Only Love Can Save Me
- 2009: Ida Corr - I Want You
- 2009: Fedde le Grand Ft. Mitch Crown - Let Me Be Real
- 2009: Red Hot Chili Peppers - Otherside
- 2009: Rune RK & Clara Sofie - Cry Out
- 2009: Dj Sammy & The Majorkings - 4Love
- 2009: Shermanology - The Weather
- 2010: Guru Josh Project - Crying In The Rain
- 2010: Technotronic - Pump Up The Jam
- 2010: Robbie Rivera - We Live For The Music
- 2010: Sharam Jey feat. Tommie Sunshine - The Things
- 2010: Marco V ft. Khashassi - Predator
- 2010: Mastiksoul - Run For Cover
- 2011: Manufactered Superstars - Angry Circus
- 2011: Moby - The Day
- 2012: Re-United - Sun Is Shining 2012
- 2013: DJ Licious & Sir-G ft. Abdou - Hide Your Love
- 2013: Laid Back - White Horse
- 2013: Razzy Bailey - I Still Hate Hate
- 2014: Goose Bumps & Jason Caesar - This Life
- 2014: DJ Licious - People
- 2014: Keljet - Run This World
- 2014: Lenny Fontana - I Don't Want You Back
- 2014: Fedde le Grand & Funkerman - 3 Minutes To Explain (Fame remix)

### Bootlegs
- 2004: Pirates For Life - Say A Prayer / Get Into The Groove